# ライブミランカ
ライブミランカとは、ブロードバンド映像配信ポータルサイト「ミランカ」によるお笑い芸人のトークライブ。

## 概要
お笑い芸人が打ち合わせ、リハーサル、ゲストなしのぶっつけ本番のライブに出演する。

## 作品

### DVD
- 全てジェネオンエンタテインメントより販売。
- ほぼ全ての作品に「ライブミランカ　○○（出演芸人名）トークライブ」がタイトルにつく。

| 発売日         | 出演                 | 作品名                                                                                                |
| -------------- | -------------------- | --- |
| 2007年9月21日  | さまぁ〜ず           | さまぁ〜ずトークライブ 〜三村もいるよ!                                                                |
| 2007年10月24日 | アンタッチャブル     | アンタッチャブルトークライブ 「〜っていうか、断わりゃよかった。」                                     |
| 2007年11月21日 | おぎやはぎ           | おぎやはぎトークライブ 「〜おぎとやはぎでおぎやはぎです。別に、やはぎおぎでもいいんですけど」         |
| 2007年12月21日 | よゐこ               | よゐこトークライブ「よゐこの大事なこと、全部決めます!!」                                              |
| 2007年12月21日 | バナナマン           | バナナマントークライブ「日村勇紀のおたのしみ会〜設楽も出席します」                                    |
| 2008年1月25日  | ドランクドラゴン     | ドランクドラゴントークライブ 「鈴木拓のトークは俺にまかせなさいっ!ついて来れるか塚っちゃん!!」        |
| 2008年1月25日  | スピードワゴン       | スピードワゴントークライブ 「こんな事言うと、野暮かもしれませんが…売れるために二人の弱点克服します!」 |
| 2008年12月26日 | ウッチャンナンチャン | ウッチャンナンチャントークライブ2007〜立ち話                                                          |